# واسپ-۴۹
واسپ-۴۹ (انگلیسی: WASP-49) یک سیستم ستاره‌ای دوتایی است که در فاصلهٔ حدود ۶۳۶ سال نوری (۱۹۵ پارسک) در صورت فلکی خرگوش قرار دارد. این دو ستاره با ۴۴۳ یکای نجومی از هم جدا شده‌اند.[۶] ستاره اصلی یک ستاره رشته اصلی از نوع G است که دمای سطح آن ۵۶۰۰ کلوین (۵۳۳۰ درجه سانتیگراد؛ ۹۶۲۰ درجه فارنهایت) است. واسپ-۴۹ در مقایسه با خورشید ستاره‌ای از عناصر سنگین تهی است. شاخص فلزی Fe/H آن -۰٫۲۳ است، به این معنی که ۵۹٪ سطح آهن خورشید را دارد.

## سامانهٔ سیاره‌ای
در سال ۲۰۱۲، یک سیاره فراخورشیدی به نام واسپ-۴۹بی توسط تیمی به رهبری مونیکا لندل در اطراف ستاره اصلی کشف شد. این یک مشتری داغ با دمای تعادل ۱۳۶۹±۳۹ کلوین است.
در سال ۲۰۱۷ دانسته شد که واسپ-۴۹ را یک سیاره دور می‌زند.